# 大阪障害者職業能力開発校
大阪障害者職業能力開発校（おおさかしょうがいしゃしょくぎょうのうりょくかいはつこう）は、大阪府堺市南区にある国立の障害者職業能力開発校である。職業能力開発促進法に基づき国が設置、大阪府が運営（国立府営）する。身体障害者および知的障害者に対する就労訓練をおこなっていて、寮も設置されている。

## 沿革
- 1939年 元になる施設が堺市旭ヶ丘中町に開設
- 1992年4月 現在の光明池の地に移転

## 訓練科
- 1年制・身体障害者対象
  - OAビジネス科
  - CAD製図科
  - 製版アート科
  - Webデザイン科
  - オフィス実践科
- 1年制・知的障害者対象
  - ワークサービス科
- 6ヶ月制 （4月と10月入校）・精神障害者対象
  - 職域開拓科
- 6ヶ月制 （4月と10月入校）・発達障害者対象
  - Jobチャレンジ科

願書の出願などはすべてハローワークで行う。

## 廃止された訓練科
- 2年制・身体障害者対象
  - 情報システム科

## 特別委託訓練
大阪障害者職業能力開発校では、大阪府内の障害者を対象とした他の公共職業能力開発施設にて特別訓練を委託している。

なお、こちらのページも参照のこと。
- 大阪市職業リハビリテーションセンター（大阪市平野区）
- 大阪市職業指導センター（大阪市住之江区・知的障害者対象）
- 大阪府ITジョブトレーニングセンター（大阪市天王寺区・身体障害者対象）
- 大阪INA職業支援センター（箕面市・知的障害者対象）
- 摂津市障害者職業能力開発センター・せっつくすのき（摂津市）
- 日本ライトハウス 視覚障害リハビリテーションセンター（大阪市鶴見区・視覚障害者対象）

## 所在地
- 〒590-0137 大阪府堺市南区城山台5丁1番3号
- 最寄り駅は、南海泉北線の光明池駅。
- 南海バス光明池駅6番乗り場光明池車庫行き、光明台右回り、泉大津駅前行きのいずれか（光明台左回り除く）、7番乗り場みずき台行きで3つめ『城山台5丁』下車すぐ。（所要時間約5分）徒歩なら光明池駅より南東へ約1300m、徒歩約18分。